# 大莫托維利夫卡
50°8′8″N 30°5′23″E / 50.13556°N 30.08972°E
大莫托維利夫卡（烏克蘭語：Велика Мотовилівка）是位於烏克蘭北部的村莊，由基辅州法斯蒂夫區的法斯蒂夫市鎮負責管轄。該村始建於1665年，面積0.63平方公里，海拔高度197米，人口1,321，人口密度每平方公里2,096.8人。